# Смерть (DC Comics)
Смерть (англ. Death) — персонаж вселенной комиксов DC Comics, придуманный Нилом Гейманом и Майком Дрингенбергом.
В комиксах появлялись различные персонажи, персонифицирующие смерть. Это были как совершенно разные личности с неизвестными отношениями или отсутствием всякой связи друг с другом, так и различные аспекты одного существа.
Текущее воплощение Смерти впервые появилось в заключительной главе первого тома серии комиксов «Песочный человек» — «Шелест её крыльев». Смерть сразу же стала очень популярной у читателей, и появилась хотя бы кратко, но в каждой из девяти последующих сюжетных арок.
Затем Смерть получила две собственные ограниченные серии комиксов — «Смерть: Высокая стоимость жизни» (англ. Death: The High Cost of Living) 1993 года и «Смерть: Время вашей жизни» (англ. Death: The Time of Your Life) 1996 года.
Смерть — вторая по старшинству среди семи Вечных, антропоморфных существ, которые олицетворяют определённые аспекты вселенной DC и обладают абсолютной властью в своих сферах ответственности. Она является олицетворением смерти, а также в определённой степени и её противоположности — жизни.

## История создания
По словам Геймана, первоначальный внешний вид Смерти был позаимствован у подруги Дрингенберга Цинамон Хейдли (англ. Cinamon Hadley).
МакКин также использовал ряд профессиональных английских моделей для изображения Смерти на обложках томов «Sandman».
Несмотря на слухи, подруга Геймана Тори Эймос не вдохновляла его на создание Смерти.

## Описание
В противоположность своему предназначению, по характеру Смерть очёнь весёлая и беззаботная.
Каждое столетие Смерть живёт один день как смертная и потом умирает, чтобы понять ценность жизни, больше сопереживать людям и напомнить себе о природе смертности. В конце «Смерть: Высокая стоимость жизни» её вечное Я встречается со своим смертным Я.

### Внешний вид
Судя по всему, внешний вид Смерти меняется в зависимости от наблюдателя. Перед читателями она предстаёт как бледнокожая и тёмноволосая девушка, всегда одетая в чёрную одежду (чаще всего в джинсы и топ) и похожая на представителей готической субкультуры. Её возраст в различных выпусках меняется от подросткового до 30-летнего. На шее у неё висит серебряный анкх, а рядом с правым глазом — татуировка, напоминающая Глаз Гора.

### Силы и способности
Смерть, возможно, является самой могущественной среди Вечных и одним из самых могущественный существ во вселенной DC Comics. Она обладает полным всемогуществом в рамках своего аспекта — смерти, и имеет некоторое влияние на его противоположность — жизнь.
Как одна из Вечных Смерть бессмертна, не нуждается в пище, воде или воздухе, не подвержена физическим повреждениям, болезням и ядам, может менять облик, становится невидимой и мгновенно переносится в другое место или между измерениями.
Смерть психопомп — она сопровождает души умерших существ в загробный мир, но также она приходит к новорождённым, приветствуя их в этом мире.

## Другие появления

### DC Universe
Смерть появлялась в Action comics #893 и #894 где провела "предварительную проверку" Лекса Лютора, когда он был в обмороке.

## Критика и отзывы
- Журнал Empire поместил Смерть на 15 место в списке 50 величайших персонажей комиксов[6].
- Она получила второе место в списке 100 самых сексуальных женщин в комиксах по версии Comics Buyer's Guide[7].